# Cornetto di Confine
Il Cornetto di Confine (Markinkele in tedesco) è una montagna dei Monti del Villgraten nelle Alpi dei Tauri occidentali alta 2.545 m s.l.m., sulla linea di displuvio con la Valle San Silvestro (Wahlen), in comune di Dobbiaco.

## Storia
Il nome "Cornetto di Confine" - creato all'inizio del secolo scorso da Ettore Tolomei e introdotto ufficialmente negli anni Venti - sottolinea, appunto la sua caratteristica di segnare il confine tra Italia ed Austria.
Con l'armistizio di Villa Giusti l'Italia avrebbe dovuto prendere possesso del territorio fino al Monte di Dobbiaco (Toblacher Berg) ma con il trattato di Saint Germain, anziché seguire la linea di displuvio, fu deciso che il confine venisse spostato oltre lo spartiacque alpino fino a Pausa Alta (Hochrast), Monte Elmo (Helm) per ricongiungersi alla linea di displuvio poco oltre il passo di Monte Croce di Comelico.